# Aquaporin
Aquaporiner er selektive membranproteiner, der danner porer i cellemembranen, som tillader passage af vand ind og ud af cellen og samtidig hindrer passage af ioner og andre opløste molekyler. Derfor kaldes aquaporiner også vand-kanaler. Passagen af vand gennem aquaporiner er en passiv proces.
Hos mennesket er der påvist 11 forskellige aquaporiner, hos planter mindst 35.
Nogle nært beslægtede molekyler, kendt som aquaglyceroporins, er dog knap så specifikke, men tillader små molekyler at passere: glycerin, kuldioxid, ammoniak og urinstof på tværs af membranen, afhængigt af størrelsen af poren. Andre membranproteiner, der grupperes som poriner har en anden struktur som beta-barrel.
Peter Agre fra Johns Hopkins University fik i 2003 Nobelprisen for opdagelsen og beskrivelsen af vand-kanalerne.

## Struktur
Det funktionelle aquaporin er opbygget af fire ens monomerer med hver deres pore for vandpassage. En aquaporin monomer udgøres af seks transmembrane α-helixer med en aminoterminal og en carboxylterminal på den cytoplasmatiske side af membranen (se den skematiske model).

## Eksterne links og henvisninger
1. ↑  Ionekanaler og vannkanaler – en forutsetning for cellenes liv og hjernens elektriske signaler. Tidsskr Nor Lægeforen 2003
2. ↑  The Aquaporin Water Channels, Peter Agre